# Char 68
Le Char 68 (appelé Panzer 68 en Suisse alémanique) est un char de combat construit par Eidgenössischen Konstruktionswerkstätte à Thoune  en service dans l'armée suisse de 1974 à 2003 .

## Histoire

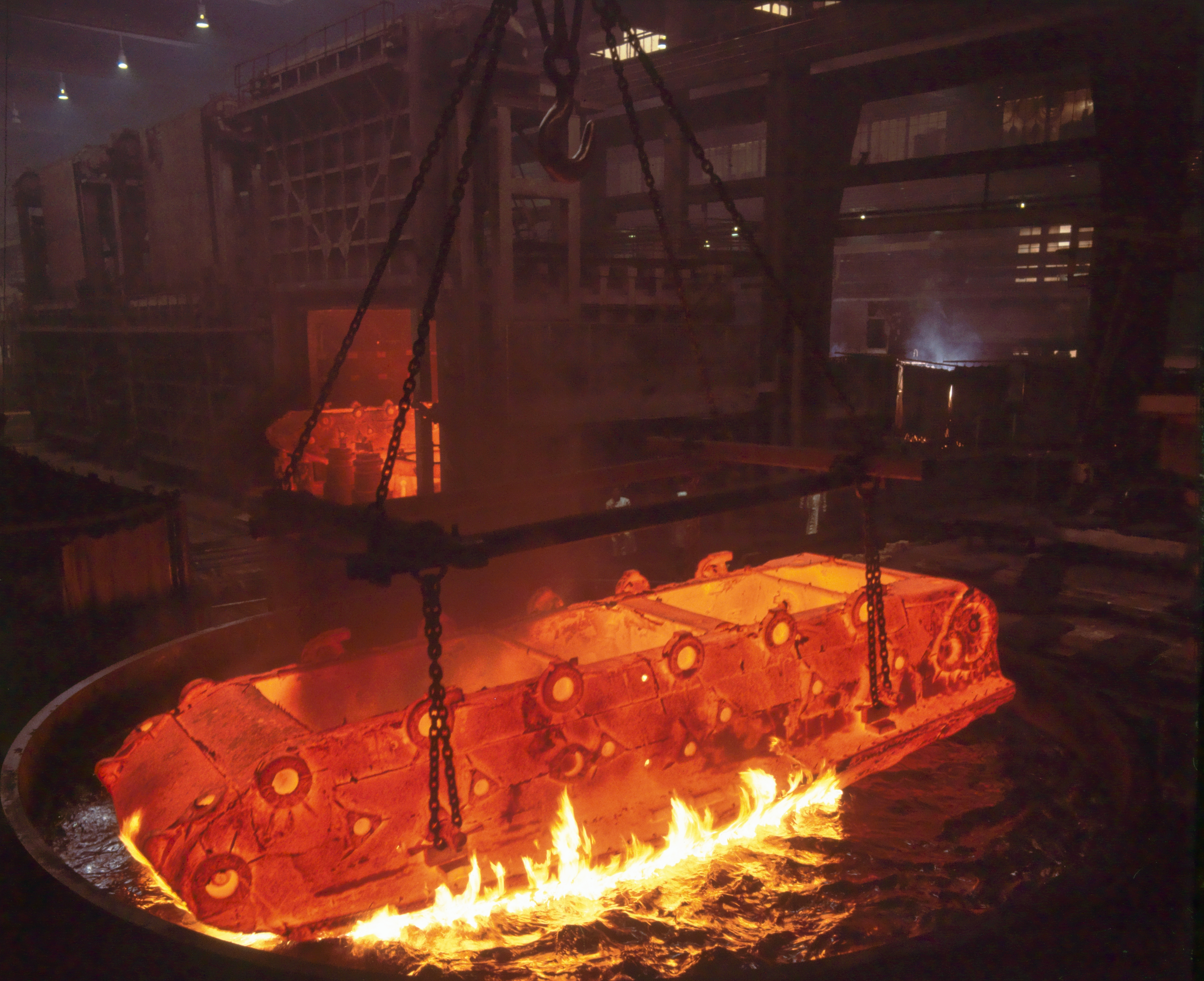
Traitement thermique (trempe au bain de sel) de la caisse d'un Char 68, à l'usine de Thoune, en 1977.

Le Char 68 était basé sur le Char 61 dont le développement initial remonte à 1951. Le développement commença immédiatement après l'introduction réussie du Char 61. Le Char 68 tient son nom du fait que l'Assemblée fédérale décida le 25 juin 1968 d'acheter 170 chars. Les livraisons du Char 68 ont commencé en janvier 1971. En 1977 une seconde série a été fabriquée. Entre 1978 et 1983, une troisième et quatrième livraisons ont suivi. Les deux derniers lots ont été nommés soit AA3 et AA4 ou Char 68/75. Le plus gros changement dans ces dernières livraisons a été l'introduction d'une plus grande tourelle.
À la fin des années 1970, l'armée autrichienne montra de l'intérêt pour le Char 68 ; toutefois, elle décida de ne pas acquérir le Char 68 en raison des nombreux défauts rendus publics.
En 1992 un programme de modernisation du Char 68 a introduit un nouveau système de contrôle au même niveau que celui du Char 87 (Léopard 2 fabriqué sous licence en Suisse). Cette nouvelle version fut appelée Char 68/88. Malgré les améliorations du Char 68/88, le modèle fut relégué au second plan avec l'arrivée du Char 87. Tous les Char 68 ont été retirés du service en 2004,. Les autorités fédérales ont tenté de vendre 200 chars à l'armée thaïlandaise sans succès. Une partie des véhicules restants a été utilisée comme base du Char pontonnier 68 (Brückenpanzer 68).

## Caractéristiques techniques
Le Char 68 diffère de son prédécesseur, le Char 61, par ses diverses améliorations :
- Un système de stabilisation gyroscopique de l'armement principal, en site et en gisement.
- Le remplacement du canon-mitrailleur coaxial de 20 mm par une mitrailleuse de 7,5 mm.
- Nouveau viseur du tireur avec des grossissements de × 2,7 et × 8.
- Nouveau télémètre optique.
- Moteur gonflé à 660 ch.
- Boîte de vitesses offrant désormais six vitesses en marche-arrière.
- Nouvelles chenilles plus larges, avec des semelles en caoutchouc.
- Les poulies de tension de chaque chenilles sont recouverte de cerclage en caoutchouc.
- Trappe d'évacuation des douilles sur le flanc de la tourelle.
- Deux trappes dans les flancs de la caisse pour le chargement des munitions de 105 mm.
- Panier de rangement monté à l'arrière de la tourelle.
- Radios SE 412.
- Feux de route montés de manière permanente.
- Aménagements pour l'installation de schnorchel pour le franchissement en submersion.

## Problèmes techniques
Lors de l'été 1979, Marcel H. Keizer, journaliste de la Weltwoche publiait un article à propos de défauts du Char 68. Le journaliste a reçu une copie d'une correspondance confidentielle dans laquelle le divisionnaire Robert Haener, alors chef des troupes mécanisées et légères, rapportait au chef de l'état-major les défauts du Char 68.
Le chef des forces armées suisses du moment arriva à la conclusion que le Char 68 n'était pas un véhicule apte au combat. Un groupe d'experts chargé de produire un rapport sur l'état du Char 68 lista une douzaine de problèmes techniques,. Le scandale de la « Panzer-Affäre » qui en résultat sera l'une des raisons qui conduira à la démission du ministre de la Défense de l'époque, Rudolf Gnägi,.
Parmi les problèmes relevés, on peut citer la protection atomique, biologique et chimique (ABC) insuffisante, forçant les équipages à porter leur tenue de protection dans le véhicule. Ceci ayant pour conséquence de grandement réduire les performances de l'équipage. Les experts ont aussi découvert que la boite de vitesses ne permettait pas de passer la marche arrière sans que le véhicule soit à l'arrêt. Un autre défaut majeur était que les radios équipant le blindé interféraient avec le système de contrôle de la tourelle, résultant en des mouvements incontrôlés de la tourelle lorsque les radios étaient utilisées à leur puissance maximale.
Une année avant la publication de l'article de la Weltwoche, un autre défaut dangereux a été découvert. La mise en marche du système de chauffage pouvait mener à la mise à feu du canon principal. Ce problème était causé par le fait que ces différents systèmes partageaient les mêmes circuits électriques,. Ce problème n'a jamais causé d'accident. La majorité des problèmes ont été résolus avec les améliorations du Char 68/88.

## Versions
Le Char 68 a connu diverses améliorations et modifications durant sa fabrication en grande série dont on peut distinguer principalement six séries.
, :
- Char 68 : la 1re série comporte 170 véhicules construits entre janvier 1971 et juillet 1974, tous améliorés en Char 68 AA2 entre 1975-1977.
- Char 68 AA2 : la construction de la 2esérie a été approuvée par un décret fédéral le 3 octobre 1974, il ne comporte qu'un petit lot de 50 véhicules en raison de défauts techniques découvert sur les Char 68 de la 1re série. Les Char 68 AA2 sont livrés à l'armée entre les mois de mars et décembre 1977. Le canon du Char 68 AA2 est recouvert d'un manchon anti-arcure, un mortier éclairant Bofors Lyran de 71 mm est monté sur le toit de la tourelle entre les trappes du chargeur et du chef de char. Le viseur du tireur possède des volets blindés, le filtre à air à bain d'huile est remplacé par un filtre à air sec. Un coupe-vagues est monté sur le glacis et le char reçoit de nouveaux garde-boues en caoutchouc renforcé.
- Char 68/75 : représentant la 3e série, le Char 68/75 est également nommé Pz68GT (Grosser Turm pour grande tourelle). La tourelle plus grande offre un meilleur confort sous blindage pour ses occupants, elle est reconnaissable par les ouvertures du télémètre optique font désormais partie intégrante de la tourelle. Le châssis a dû être modifié pour accueillir un chemin de roulements adapté à la nouvelle tourelle. La mitrailleuse coaxiale est alimentée par une boîte de 1 000 cartouches. La hauteur du siège du chargeur est désormais réglable. Un certain nombre de défauts techniques sont corrigés. 110 véhicules sont construits entre 1978-1979, ils seront améliorés en Char 68/88 en 1993.
- Char 68/75 AA4 : 4e série de 60 véhicules livrés entre 1979 et 1983. La production est interrompue en 1979 en raison de défauts de fabrications et elle ne reprendra qu'à l'hiver 1980.
- Char 68 AA5 : Chars 68 de la 1re et 2e série modernisés en 1988. Ils sont peints avec un camouflage à pois et possède de nouveaux lance-pot nébulogène de 76 mm. Ils furent retirés du service en 2000 et ensuite ferraillés.
- Char 68/88 AA6 : installation d'un calculateur de conduite de tir incorporant un télémètre laser, miroir du viseur du tireur stabilisé indépendamment du canon, avec recopie pour le chef de char, montage d'un capot blindé sur le viseur du tireur, miroir de volée au bout du tube du canon, nouveau frein de tir hydraulique pour le canon de 105 mm, nouveaux lance-pot nébulogène de 76 mm, ajout d'un système d'extinction automatique d'incendie, modifications du tourelleau du chef de char avec un nouveau volet, nouveaux bras de suspension, nouveaux rouleaux porteurs du brin de chenilles, butées élastiques sur la première et la dernière paire de galets de roulement, nouveau filtres à carburant, préchauffage du moteur à commande électrique, réservoirs de carburant en fibre de verre et non plus en acier, amélioration du système de filtration et de surpression NBC, diverses améliorations du système électrique du char, téléphone d'infanterie monté dans un boîtier blindé, camouflage à pois. Entre  1993 et 1994 cent-septante Char 68/75 de 3e et 4e série furent transformés en Char 68/88 et vingt-cinq nouvelles tourelles ont été fabriquées pour être montées sur d'ancien Char 68 de 2esérie porté au standard Char 68/88[15].

### Prototypes
- 15,5 cm Art Pz Kanone 68 : prototype de canon automoteur d'artillerie. Quatre prototypes sont construits à partir de 1969 et testés en unité de 1971 à 1975, sans suite.
- 35 mm Kan Fla Pz B22L : prototype de système d'arme anti-aérien auto-propulsé utilisant la tourelle du Gepard montée sur un châssis de Char 68. Deux prototypes sont fabriqués entre 1977 et 1978 et sont ensuite mis à l'essai en unité de 1979 à 1981, son développement fut abandonné au profit de l'achat de missiles Rapier de conception britannique.
- Char 68 Erprobungsträger : projet de revalorisation du Char 68, l'engin est ré-armé avec un canon lisse de 120 mm et est recouvert d'un surblindage en acier haute dureté. Un prototype est construit en 1984 mais le projet a été rejeté en faveur du Char 87 Leo (Panzer 87) en raison du coût de développement trop élevé.

## Véhicules dérivés
- Char de dépannage 65/88 (Entpannungspanzer 65/88) : véhicule du génie/dépannage et récupération ;
- Char pontonnier 68 (Brückenpanzer 68) : char poseur de pont pouvant couvrir une coupure atteignant jusqu’à 18,2 mètres. Entre 1974-1977, 30 véhicules ont été produits et ont été utilisés jusqu'en 2011 ;
- Véhicule cible 68 (Zielfahrzeug 68) : cible mobile pour l'entraînement des troupes à l'utilisation du missile antichar M47 Dragon. Les modifications consistaient en un remplacement de la tourelle par une tourelle et canon factices, des plaques de protection des chenilles facilement remplaçables ainsi que le système de traction équipée des chenilles et roues du Char 61 (Pz61).

## Véhicule toujours existant
- 2 Chars 68/75 Type AA5 sont toujours en état de fonctionnement au musée de l'abri de la Ligne Maginot de HATTEN

## Galerie

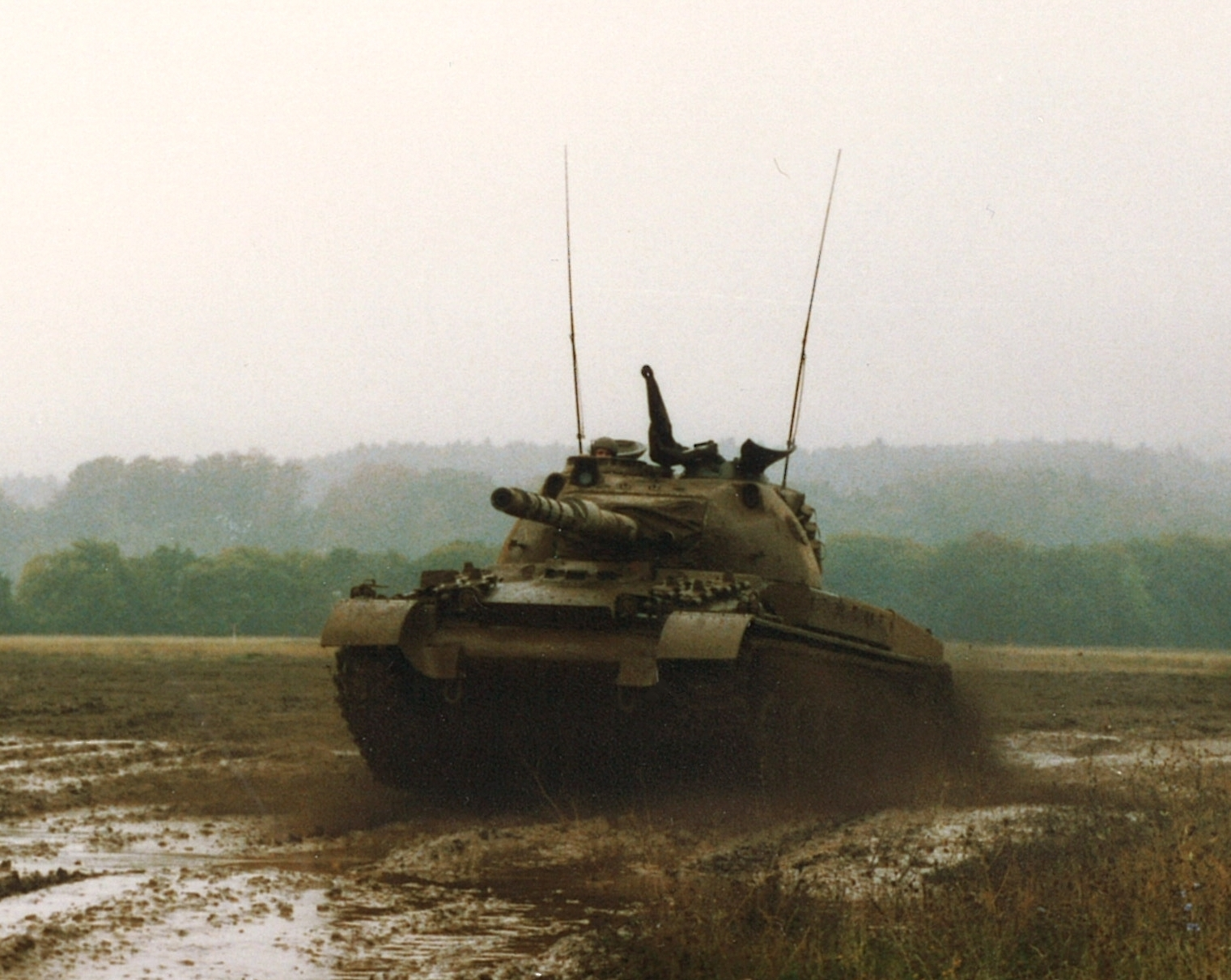
Char 68/75 ou Pz68 GT (Grosser Turm pour grande tourelle) à Bure en 1988.
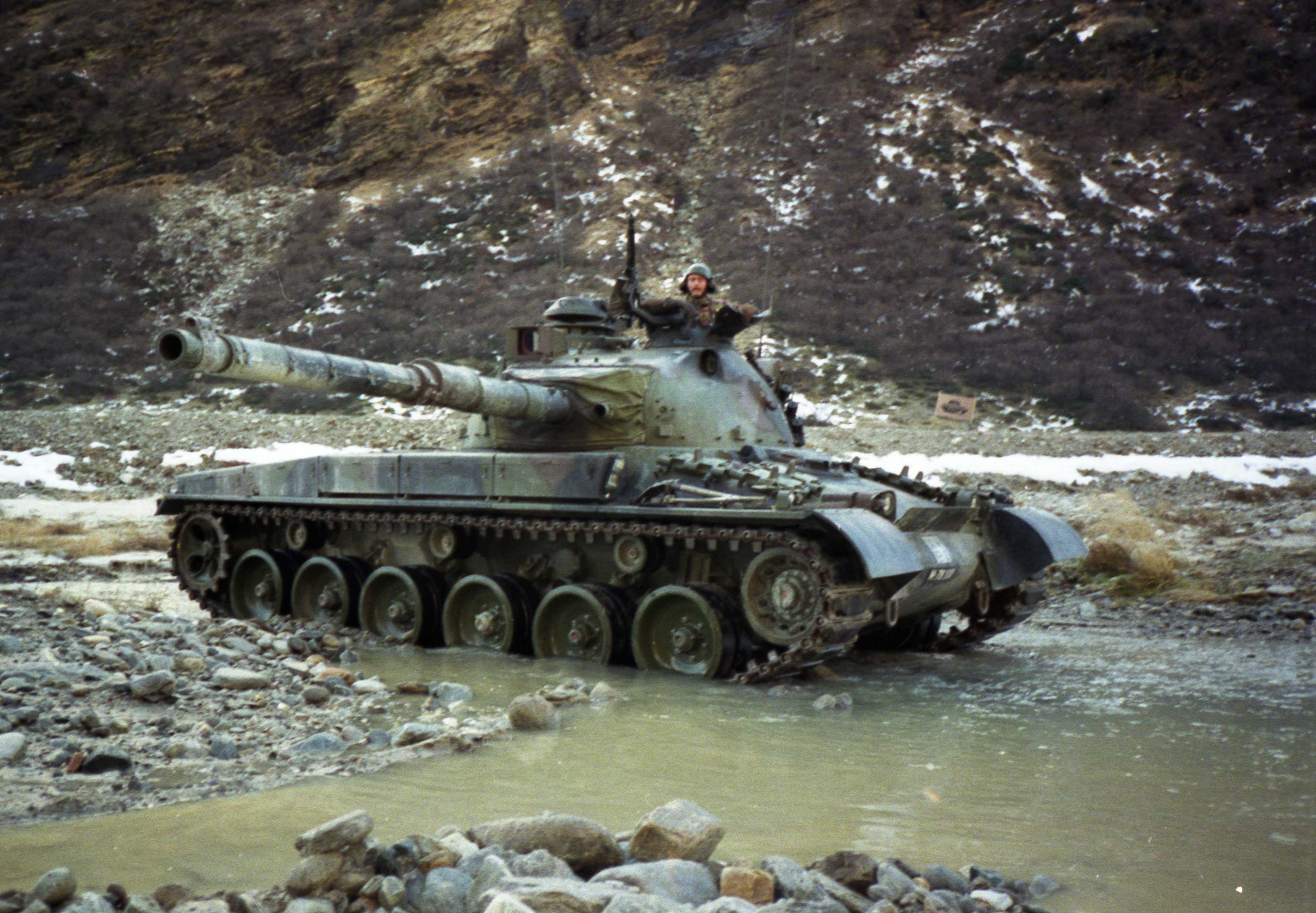
Un Char 68 Kawest à la place de tir d'Hinterrhein en 1993.
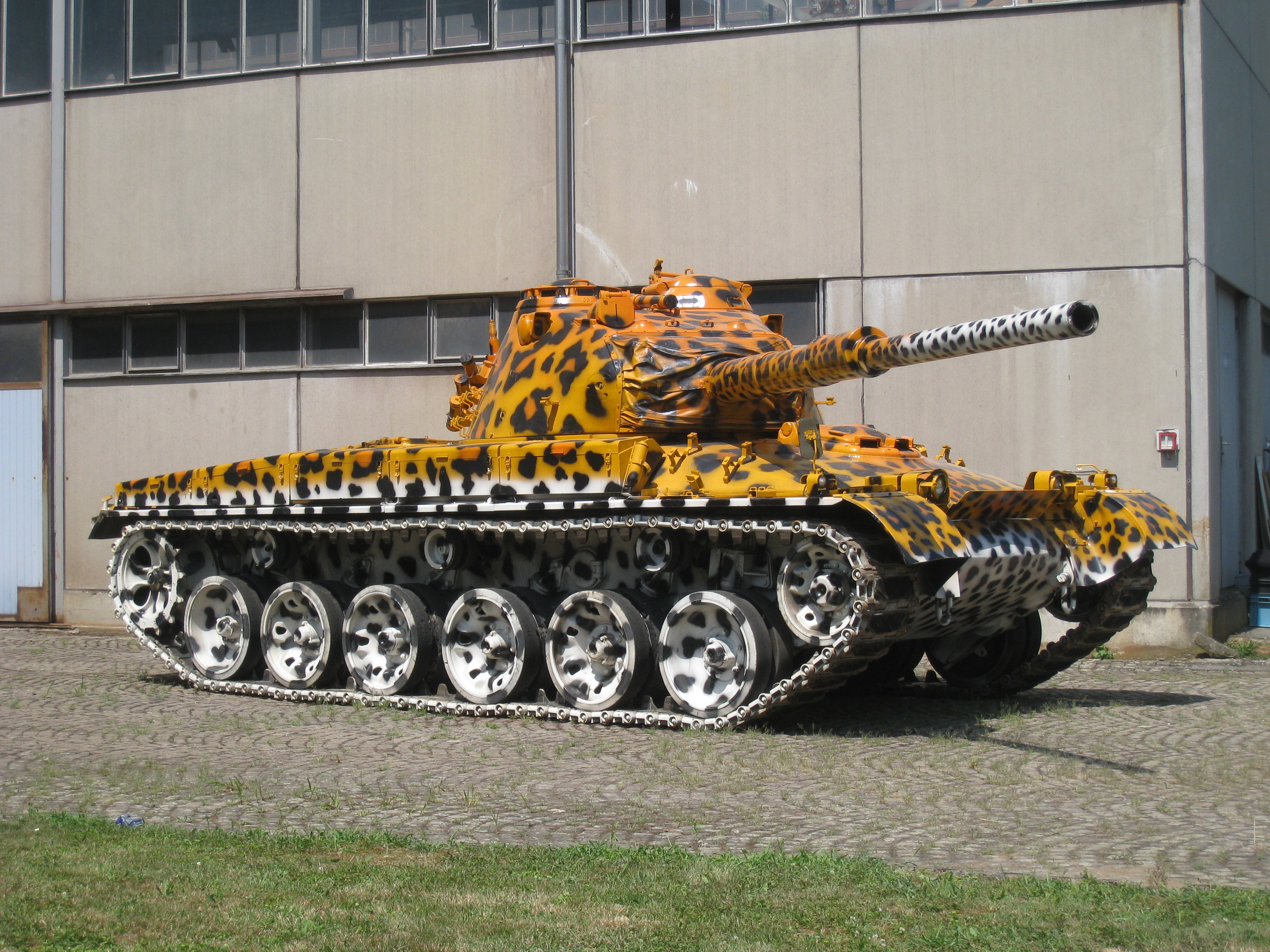
Léopardine, un Char 68 peint avec un camouflage fantaisiste.
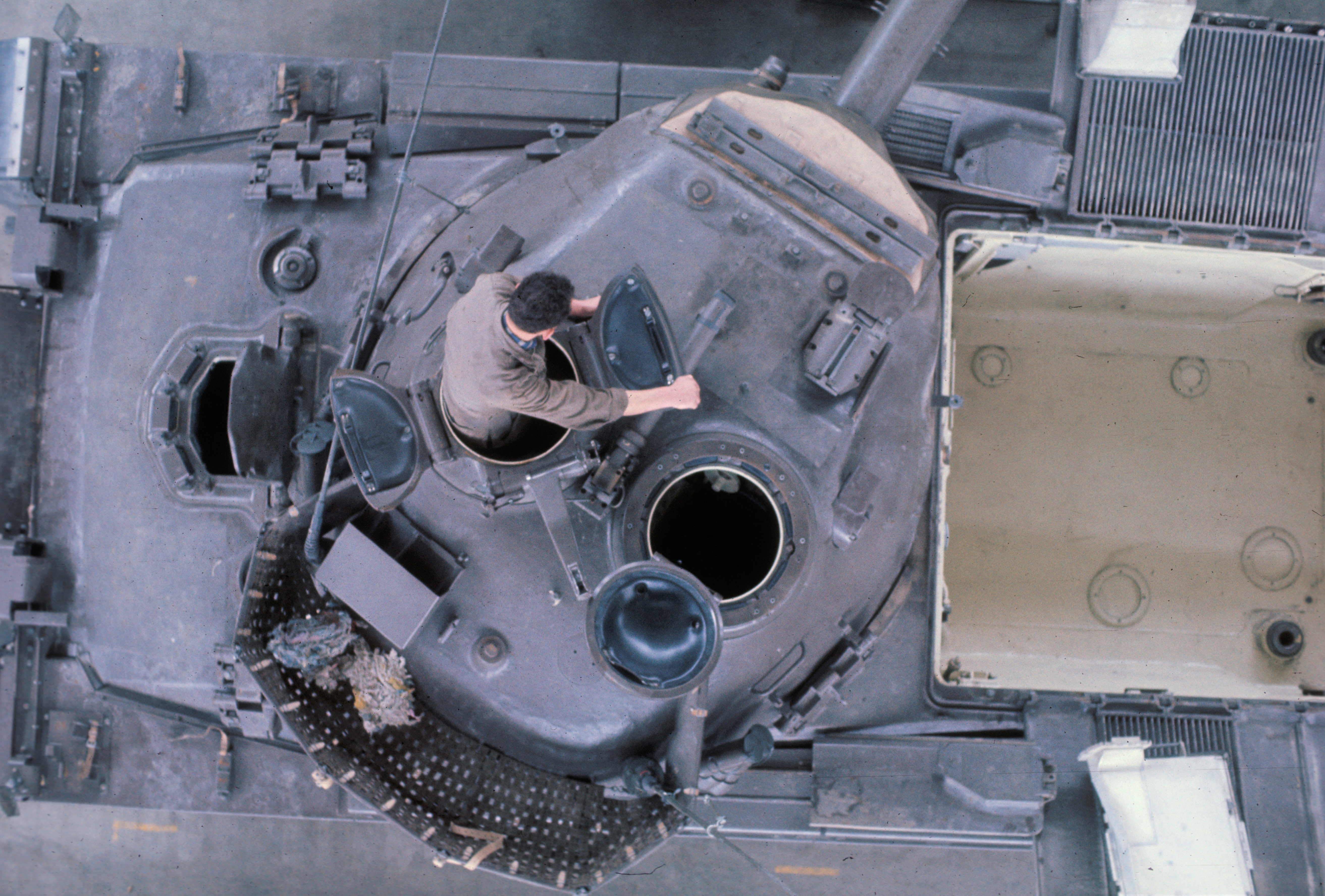
Vue en plongée d'un Char 68 en usine, on peut apercevoir le mortier éclairant entre les trappes du chef de char et du chargeur, le compartiment moteur, peint en blanc, est encore vide.
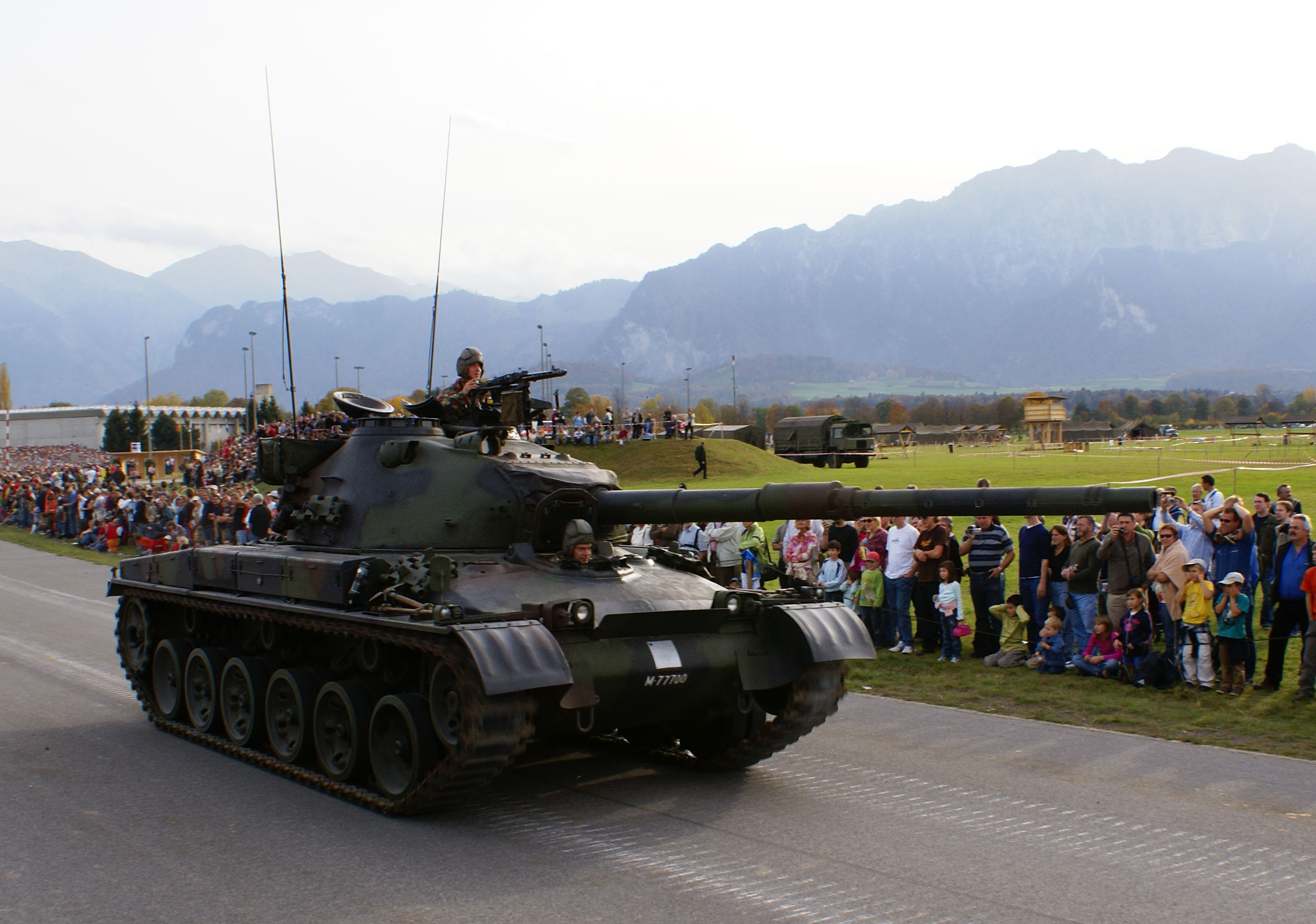
Char 68 participant à la « Steel Parade » à Thoune en 2006.
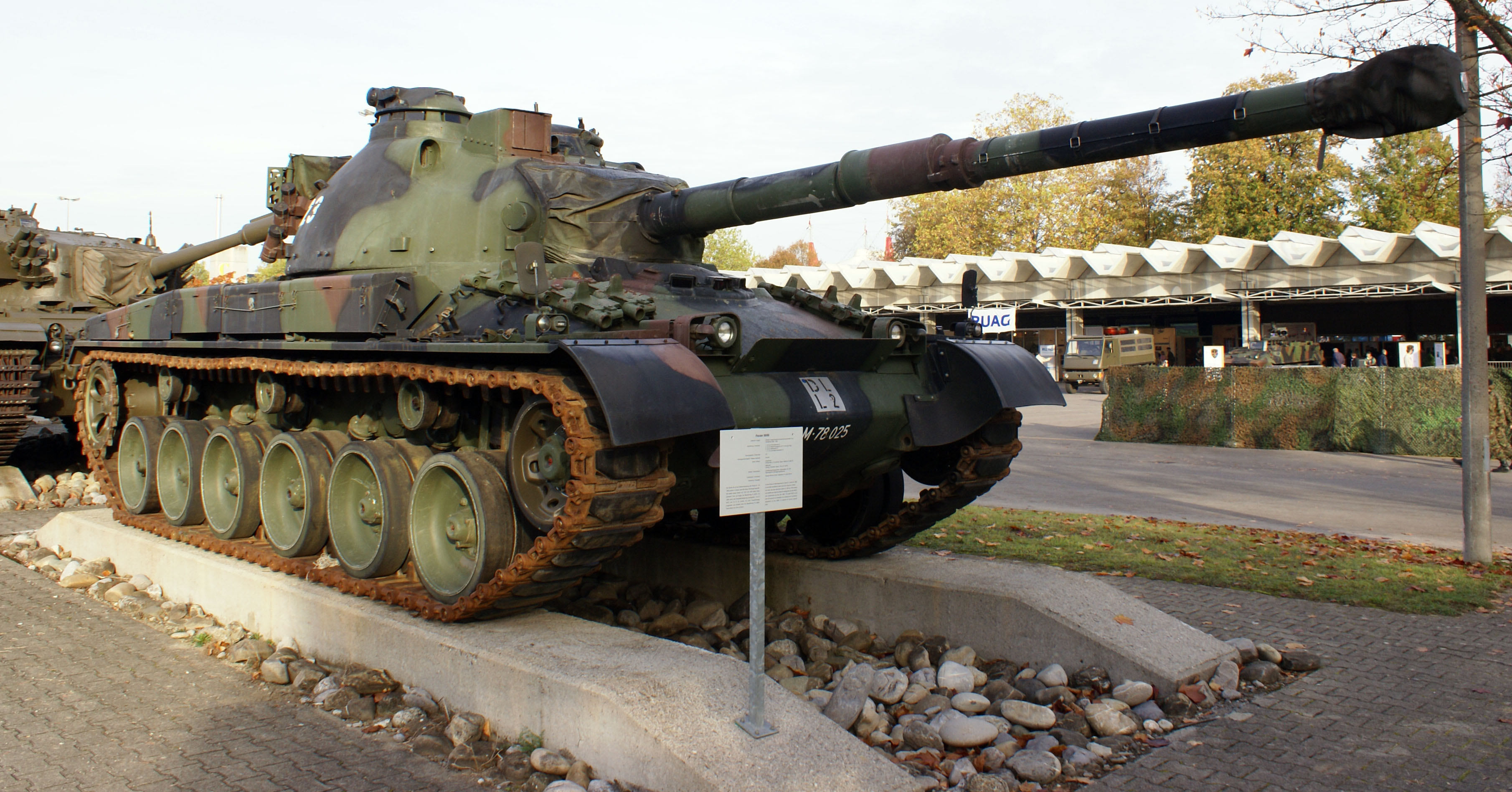
Char 68/88 exposé au musée de blindés sur la place d'armes de Thoune.
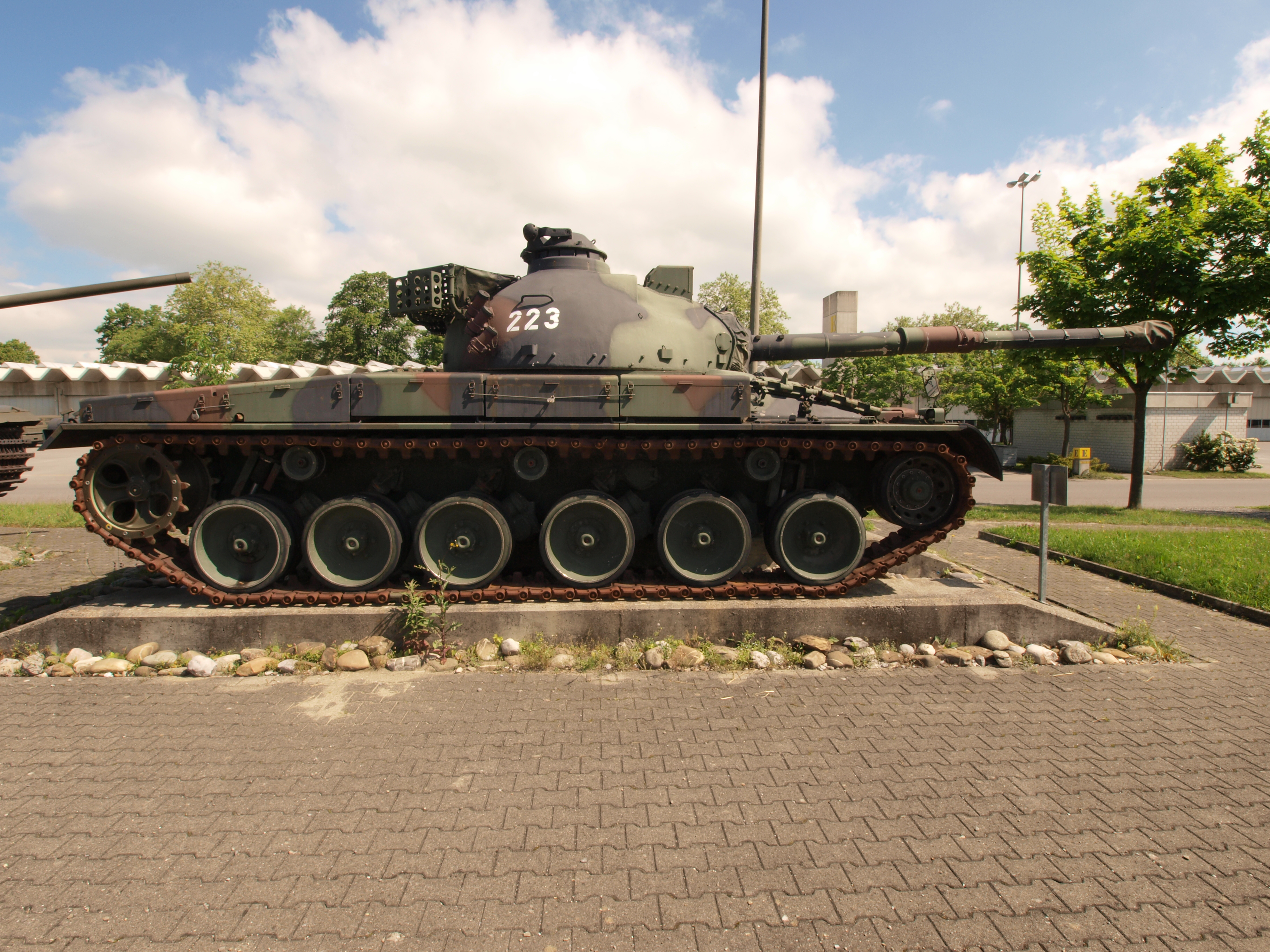
Char 68/88 exposé à Thoune.
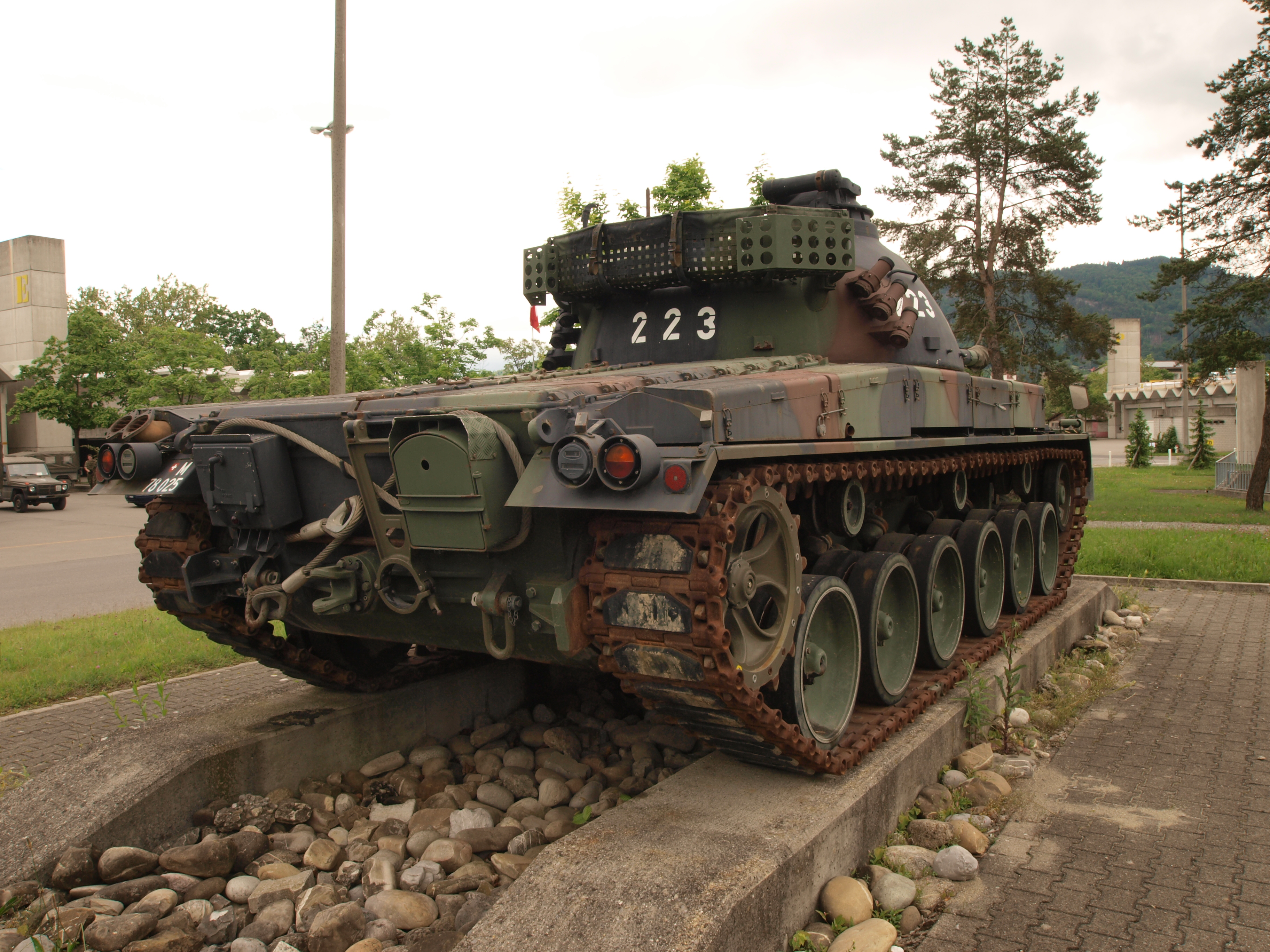
Char 68/88 exposé à Thoune.
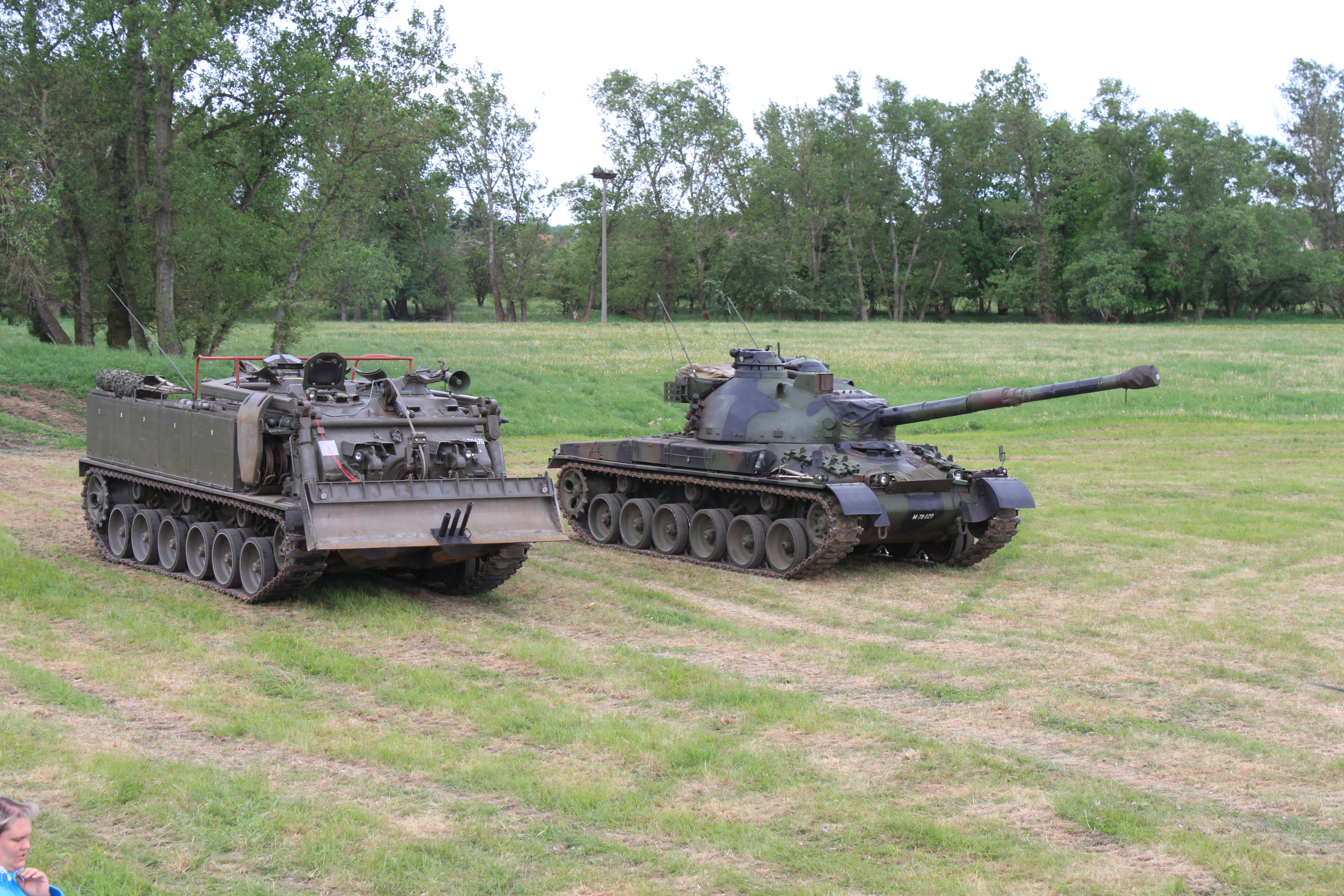
Char 68/88 (à droite) à côté d'un char dépannage 65/88 (à gauche).
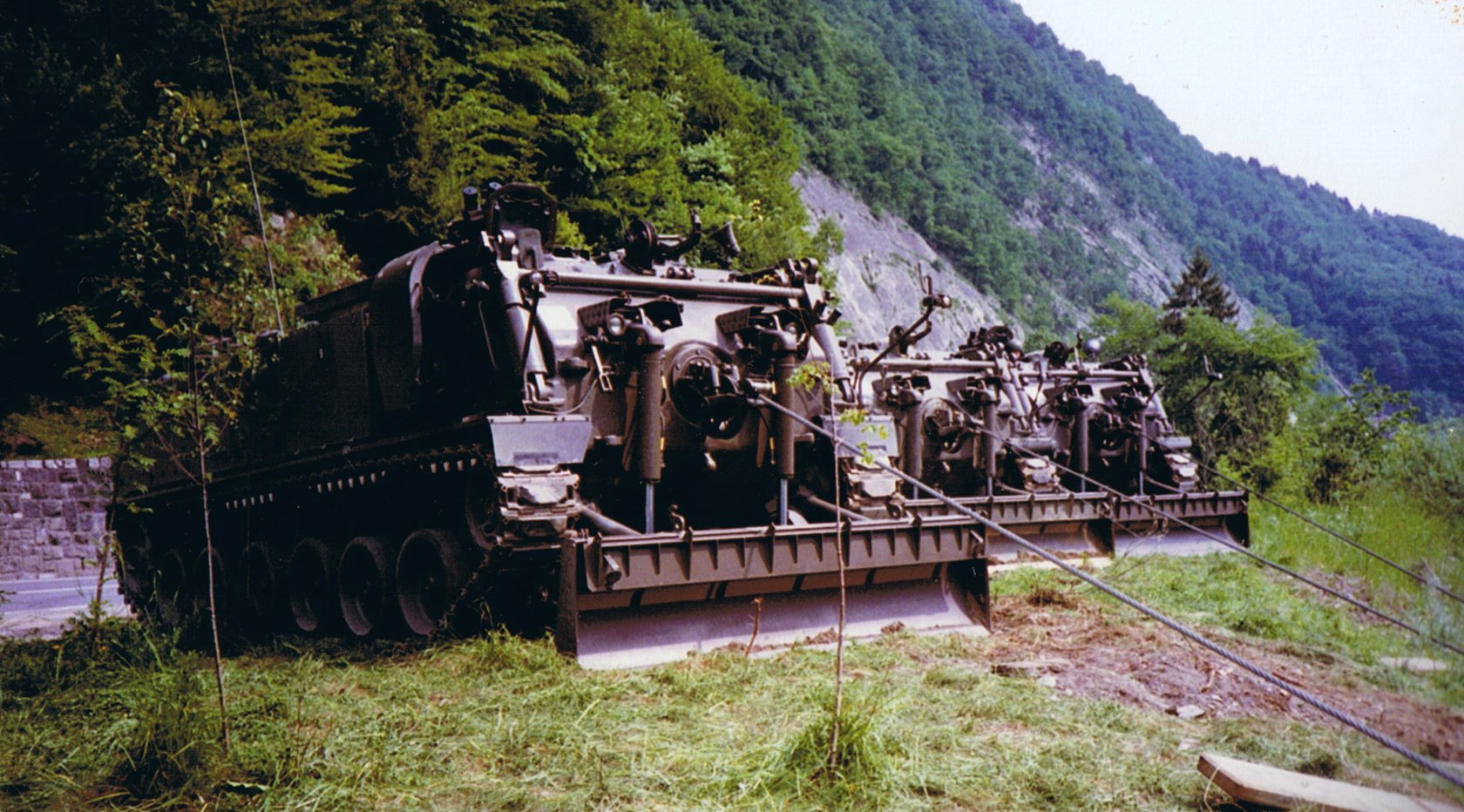
Trois Char dépannage 68 (1990).
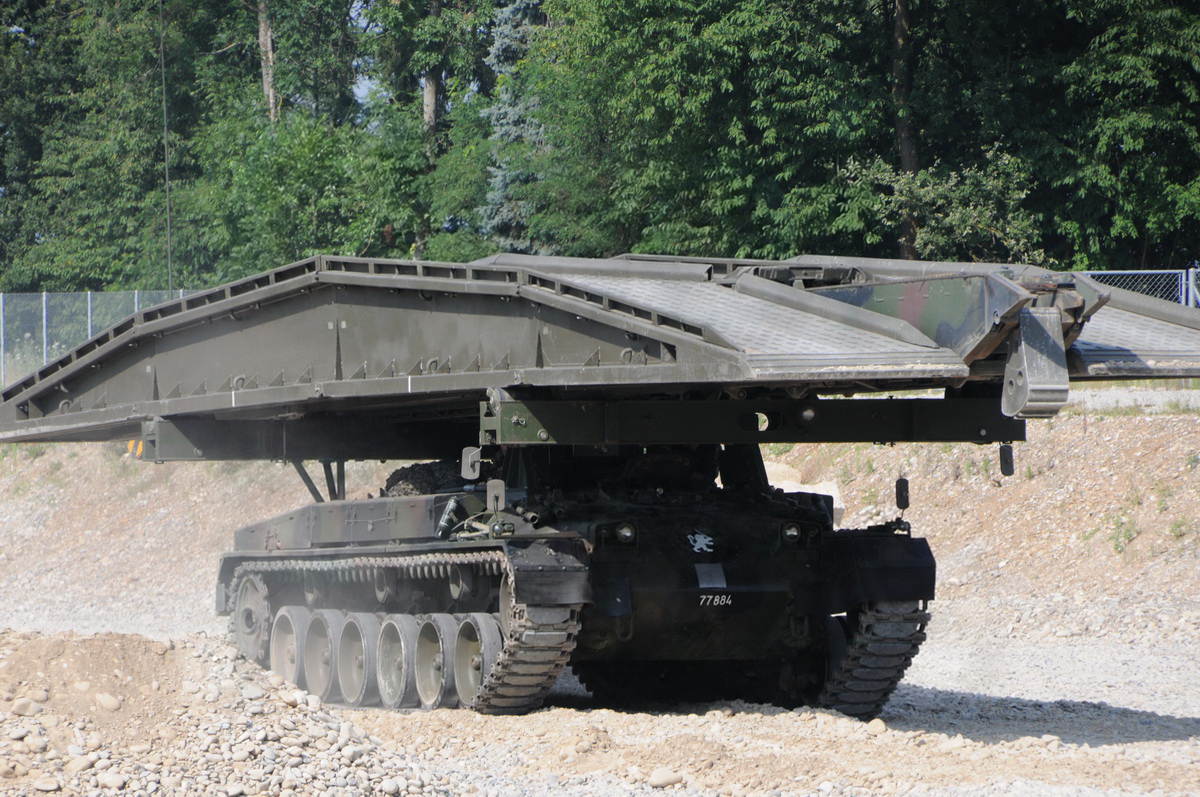
Char pont 68/88.
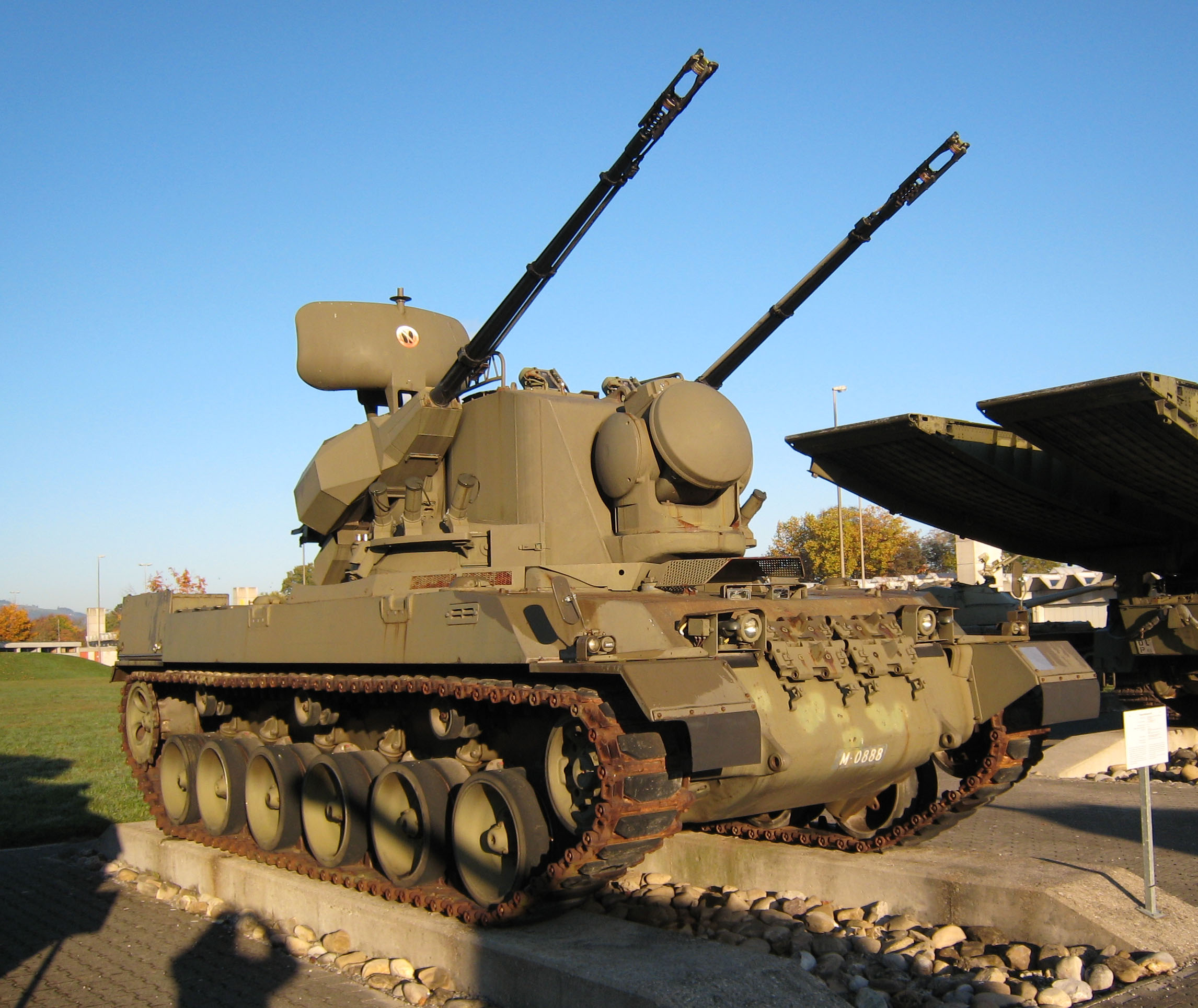
Char anti-aérien 68 exposé à Thoune.
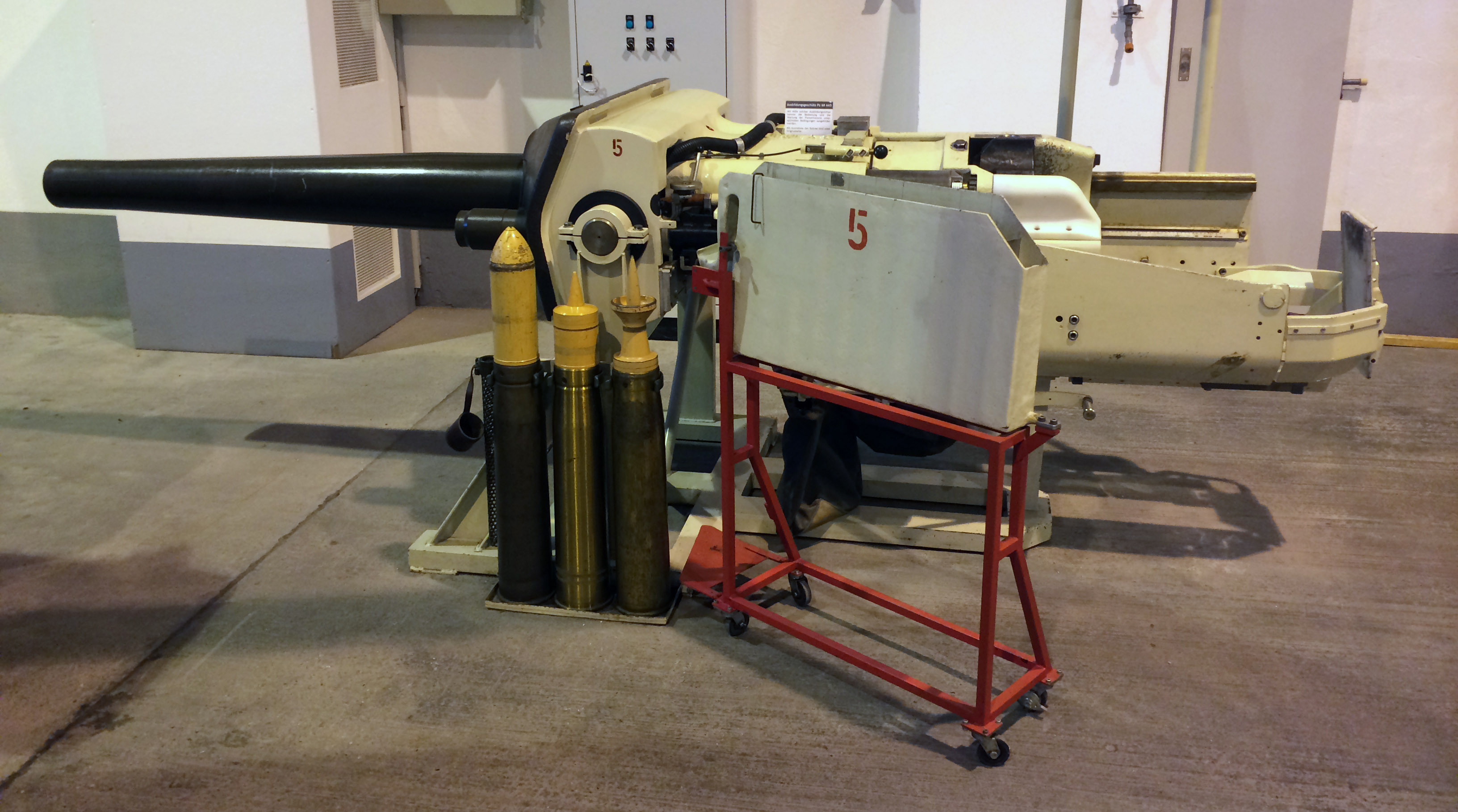
Dispositif d’entraînement du canon principal du Char 68.